# Badminton bei der Makkabiade
 Badminton wurde bei der Makkabiade erstmals 1977 gespielt und gehörte bei den nachfolgenden Auflagen stets zum Programm der Spiele.

## Die Sieger
| Jahr           | Herreneinzel    | Dameneinzel        | Herrendoppel                         | Damendoppel                        | Mixed                              |
| -------------- | --------------- | ------------------ | ------------------------------------ | ---------------------------------- | ---------------------------------- |
| 1977           | Mike Epstein    | Jose Samson        | Mike Epstein John Samson             | Jose Samson Eva Unglick            | John Samson Jose Samson            |
| 1981           | David Spurling  | Liz Aronsohn       | Leonhard Engelhardt Michael Schwarcz | Debbie Freeman S. Ezekiel          | David Spurling Debbie Freeman      |
| 1985           | Kim Levin       | Liz Aronsohn       | David Spurling Stuart Spurling       | Debbie Freeman Sarah Shulton       | Dennis Metz Regina Rubin           |
| 1989           | Kim Levin       | Liz Aronsohn       | David Spurling Stuart Spurling       | Anne Méniane Liz Aronsohn          | Reuven Moses Sigalit Moses         |
| 1993           | keine Daten     | keine Daten        | keine Daten                          | keine Daten                        | keine Daten                        |
| 1997           | Leon Pugach     | Svetlana Zilberman | Leon Pugach Eli Raymond              | Svetlana Zilberman Shirley Daniel  | Leon Pugach Svetlana Zilberman     |
| 2001 2005 2009 | keine Daten     | keine Daten        | keine Daten                          | keine Daten                        | keine Daten                        |
| 2013           | Misha Zilberman | Alina Pugach       | Alexander Bass Lior Kroitor          | Shannon Pohl Rebecca Radfar        | Misha Zilberman Svetlana Zilberman |
| 2017           | Daniel Chislov  | Ksenia Polikarpova | Shai Geffen Ariel Shainski           | Dana Kugel Yana Molodezki          | Misha Zilberman Ksenia Polikarpova |
| 2022           | May Bar Netzer  | Heli Neiman        | May Bar Netzer Maxim Grinblat        | Alina Bergelson Ksenia Polikarpova | Ariel Shainski Yuval Pugach        |